# نقهة (العدين)

تعديل مصدري - تعديل

نقهة محلة تابعة لقرية الوادي، التابعة لعزلة الوادي بمديرية العدين إحدى مديريات محافظة إب في الجمهورية اليمنية.، بلغ تعداد سكانها 126 حسب تعداد اليمن لعام 2004.